# South El Monte
South El Monte é uma cidade localizada no estado americano da Califórnia, no condado de Los Angeles. Foi incorporada em 30 de julho de 1958.

## Geografia
De acordo com o United States Census Bureau, a cidade tem uma área de 7,4 km², onde 7,3 km² estão cobertos por terra e 0,1 km² por água.

### Localidades na vizinhança
O diagrama seguinte representa as localidades num raio de 8 km ao redor de South El Monte.

## Demografia
Segundo o censo nacional de 2010, a sua população é de 83 089 habitantes e sua densidade populacional é de 2 734,80 hab/km². Possui 4 711 residências, que resulta em uma densidade de 640,47 residências/km².